# Kraftwerk Oberesslingen
Das Kraftwerk Oberesslingen ist ein Laufwasserkraftwerk zwischen zwei Neckar-Inseln bei Flusskilometer 195,6 in Oberesslingen, einem Stadtteil von Esslingen am Neckar.

## Kraftwerk
Das Kraftwerk wurde 1929 im Zuge der Neckarregulierung nach einem Entwurf des Architekten Paul Bonatz errichtet. Es hat eine Leistung von 2,1 MW und liefert pro Jahr etwa 12,3 GWh Energie. Der mittlere Durchfluss beträgt 45 Kubikmeter pro Sekunde. Das Kraftwerk wird von der Neckar AG betrieben.
In der Zeitschrift für Bauwesen wurde das Kraftwerk 1930 wie folgt beschrieben: „Das Kraftwerk […] ist auf Keupermergel gegründet und im Unterbau aus Beton, darüber in Klinkermauerwerk aufgeführt. Es enthält zwei Kaplan-Turbinen mit stehender Welle von 2680 PS größter Leistung, die eine an 123 Tagen vorhandene Höchstwassermenge von 45 m³/s verarbeiten können. Die mit den Turbinen gekuppelten Generatoren leisten bei 167Uml/min 1600 kVA; die Maschinenspannung von 3000 V wird auf 10.000 V hochgespannt. Jährlich werden etwa 11,5 Mill. Kilowattstunden erzeugt. Das Kraftwerk ist an die Neckarwerke A.G. Eßlingen verpachtet.“

## Weitere Bauten im Bereich der Staustufe Oberesslingen
Der rechte Neckararm (Altneckar) wird ein Stück oberhalb des Kraftwerks bei Flusskilometer 196,5 durch ein Wehr mit drei Wasserdurchlässen reguliert. Dieses Bauwerk wurde 1954 errichtet und ab 2006 restauriert. An derselben Stelle hatte schon ein von Paul Bonatz entworfenes und von 1926 bis 1928 errichtetes Schützenwehr bestanden. Schon während des Baus wurde der nachträgliche Einbau eines Notverschlusses vorgesehen. Bonatz’ Wehr hatte drei Öffnungen von je 17,5 Metern Breite mit 5 Meter hohen Schützen gehabt. Es war für 1000 m³/s ausgelegt, für größere Wassermengen stand damals noch ein Überflutungsgelände am rechten Neckarufer zur Verfügung, wobei allerdings eine Erweiterung des Wehrs für den Fall einer Besiedlung dieses Gebietes bereits vorgesehen war.
Der Schifffahrtsweg führt durch den Schleusenkanal links der Neckarinseln. Bei Flusskilometer 194,84 befindet sich die Staustufe Oberesslingen, die 1968 errichtet wurde. Sie wurde als Doppelschleuse angelegt, genutzt wird bislang (Stand: August 2010) aber nur die linke Schleusenkammer. Sie ist 110 Meter lang und 12 Meter breit und ermöglicht eine Hubhöhe von 5,91 Metern; das Stauziel im Oberwasser liegt bei 242,24 Metern über Normalnull. Eine Verlängerung der Schleuse mittels der ungenutzten rechten Kammer ist geplant. Neben den Schleusenkammern existiert auch eine Slipanlage für kleinere Wasserfahrzeuge. Die unbesetzte Schleuse wird wie das Wehr seit 2003 von der Fernbedienzentrale des Wasser- und Schifffahrtsamtes Stuttgart in Obertürkheim aus fernbedient.
Zu Bonatz’ Zeiten endete der Verkehr der größeren Schiffe auf dem Neckar noch in Heilbronn. Der Schleusenbau war zwar schon ins Auge gefasst, sollte aber erst in späteren Zeiten stattfinden: „[…] werden die Schleusen zunächst fortgelassen. Die derzeitige durchgehende Schifffahrt erleidet hierdurch keinen Schaden […] Nur wenige Kähne fahren bis Lauffen oberhalb der Staustufe Horkheim, weswegen bei dieser Stufe eine Schleuse für kleinere Kähne erbaut wurde. Im übrigen ist beim Bau die spätere Durchführung der Großschifffahrt bis Plochingen im Rahmen des Gesamtplans der Neckarkanalisierung schon weitgehend vorbereitet worden.“